# Ендре Аді
Ендре Аді (угор. Ady Endre; 22 листопада 1877, Ерміндсент, Трансільванія — 27 січня 1919, Будапешт) — угорський поет, публіцист і громадський діяч, що представляв радикальну революційну демократію.

## Життєпис
Зі збіднілого трансільванського дворянства. Батько Ендре Аді, Леринц Аді, був дрібним землевласником, мати, Марія Пастор, походила з родини протестантського проповідника.
Освіту Аді одержував спочатку в реформатській школі, яку закінчив з відзнакою, маючи тільки дві оцінки «добре» (з математики й давньогрецької мови), а потім — на юридичному факультеті Дебреценського університету. З 1899 працював журналістом у місцевій газеті Debreceni Hirlap до свого переїзду в Орад.
Перша збірка Ендре Аді — «Вірші» (1899) — продемонструвала літературні можливості поета. Надалі саме завдяки йому угорська література пережила тематичне й лексичне оновлення. Громадська лірика Аді починає виходити на передній план у збірнику «Ще раз» (1903) — протесті проти гнітючої дійсності. Аді привітав революційні події 1905—1907, присвятивши грудневому повстанню 1905 у Москві статтю «Землетрус» (1906).
Подальший розвиток визвольної боротьби в Угорщині напередодні першої світової війни знайшов своє відображення в ліриці Аді, присвяченій закликам до революції в Угорщині (збірка «На колісниці Іллі-пророка», 1908; вірш «Стремимо в революцію», 1913). Перша світова війна остаточно надломила щиросердні поривання Аді: всі його знайомі з ентузіазмом виступали за агресивну війну й вступали добровольцями до австро-угорської армії. Під час написання свого останнього вірша, «Привітання переможцеві» (Udvozlet a gyozonek), він уже був серйозно хворий.

## Значення творчості
Значення Ендре Аді не обмежується його літературною спадщиною. Аді був виразником настроїв радикальної угорської інтелігенції і навіть вступив у радикальну організацію «Двадцяте століття» (Huszadik Szazad), частина членів якої брала участь в угорської соціал-демократичної партії. Довкола нього (і зокрема, журналу «Ньюгат» («Захід»)) гуртувалися представники всієї демократичної інтелігенції — від поміркованих лібералів-ідеалістів до лівих соціалістів: Жигмонд Моріц, Деже Костолані, Арпад Тот, Фридьеш Каринти і навіть Дьердь Лукач.

## Українські переклади
Українською мовою вірші Ендре Аді, зокрема перекладали: Дмитро Павличко, Іван Драч, Петро Осадчук, Микола Бажан, Віталій Коротич.

## Збірники
- Versek («Вірші») (1899)
- Még egyszer («Ще раз») (1903)
- Új versek («Нові вірші») (1906)
- Vér és arany («Кров і золото») (1907)
- Illés szekerén («На колісниці Іллі-пророка») (1909)
- Szeretném, ha szeretnének («Хочеться бути улюбленим») (1909—1910)
- Minden-Titkok versei («Вірші всіх таємниць») (1911)
- A menekülő Élet ("Життя, що Рятується, ") (1912)
- A magunk szerelme («Наша любов») (1913)
- Ki látott engem? («Хто бачив мене?») (1914)
- Utolsó hajók («Останні кораблі») (1915, 1923)
- A halottak élén («На чолі мерців») (1918)